# Elisabeth Ohms
Elisabeth Ohms (ur. 17 maja 1888 w Arnhem, zm. 16 października 1974 w Marquartstein) – holenderska śpiewaczka operowa, sopran.

## Życiorys
Jako dziecko uczyła się gry na fortepianie i skrzypcach, dopiero z czasem postanowiła zostać śpiewaczką. Studiowała w Amsterdamie, Frankfurcie nad Menem i Berlinie. Zadebiutowała w 1921 roku w Moguncji. Od 1922 do 1936 roku należała do zespołu Bayerische Staatsoper w Monachium. W 1927 i 1929 roku, zaangażowana przez Arturo Toscaniniego, kreowała rolę Kundry w Parsifalu oraz Izoldy w Tristanie i Izoldzie na deskach mediolańskiej La Scali. Występowała w Covent Garden Theatre w Londynie (1928–1929 i 1935) i Metropolitan Opera w Nowym Jorku (1930–1932). W 1931 roku kreowała partię Kundry na festiwalu w Bayreuth (1931). Oprócz ról wagnerowskich wykonywała też m.in. tytułową partię w Turandot i Leonorę w Fideliu.
Była zamężna ze scenografem Leo Pasettim. Ostatnie lata życia spędziła w swojej posiadłości w Marquartstein w Bawarii.